# Walt Disney Computer Software
Walt Disney Computer Software est une ancienne société de la Walt Disney Company créée en 1988 et spécialisée dans la production de jeux vidéo et jeux éducatifs. Elle a été réorganisée et renommée Disney Interactive en 1994 mais en restant une entité de Disney Consumer Products.

## Histoire
La première participation de Disney a la production de jeux vidéo remonte à 1982 et aux jeux liés à Tron publiés par Mattel sur l'Intellivision et par Atari.
La société a été formée en 1988 autour de « spécialistes » en développement de logiciel extraits de la société Walt Disney Educational Productions. Shelley Miles fut nommé directeur de cette filiale avant de devenir celui de la Walt Disney Music Company. La société fut la première entité de Disney à développer ou publier en interne des jeux vidéo en vue d'une commercialisation.
La société a produit plusieurs jeux vidéo durant quelques années avant d'être intégrée en 1994 à une nouvelle filiale de Disney : Disney Interactive.

## Jeux produits
- The Chase on Tom Sawyer's Island (1988)
- Donald's Alphabet Chase (1988)
- Matterhorn Screamer! (1988)
- Win, Lose or Draw (1988)
- Who Framed Roger Rabbit (1988)
- DuckTales: The Quest for Gold (1990)
- Arachnophobia (1991)
- Hare Raising Havoc (1991)
- Mickey's Crossword Puzzle Maker (1991)
- Les Aventures de Rocketeer (1991)
- Stunt Island (1992)
- Aladdin (1993)
- Coaster (1993)
- Dick Tracy: The Crime Solving Adventure (1993)
- Mickey's Memory Challenge (1993)
- Le Livre de la Jungle (1994)
- Le Roi lion (1994)